# 2014-es IIHF divízió I-es jégkorong-világbajnokság
A 2014-es IIHF divízió I-es jégkorong-világbajnokságot két csoportra bontva Dél-Koreában ("A" csoport), és Litvániában ("B" csoport) rendezték április 20. és április 26. között.
A vb-n tizenkét válogatott vett részt, a két csoportban 6–6. Az A csoport első két helyén végző válogatottak feljutottak a főcsoportba, így részvételi jogot szereztek a 2015-ös IIHF jégkorong-világbajnokságra. Az A csoport utolsó helyezettje kiesett a B csoportba. A B csoport első helyezettje feljutott az A csoportba, az utolsó helyezett pedig a divízió II A csoportjába került.

## Résztvevők
A világbajnokságon az alábbi 12 válogatott vett részt.
A csoport
| Csapat       | Kvalifikáció módja                                                     |
| ------------ | ---------------------------------------------------------------------- |
| Ausztria     | Előző évben a főcsoport 15. helyén végzett és kiesett.                 |
| Szlovénia    | Előző évben a főcsoport 16. helyén végzett és kiesett.                 |
| Magyarország | Előző évben a divízió I A csoportjának 3. helyén végzett.              |
| Japán        | Előző évben a divízió I A csoportjának 4. helyén végzett.              |
| Dél-Korea    | Rendező, előző évben a divízió I A csoportjának 5. helyén végzett.     |
| Ukrajna      | Előző évben a divízió I B csoportjának 1. helyén végzett és feljutott. |

B csoport
| Csapat         | Kvalifikáció módja                                                      |
| -------------- | ----------------------------------------------------------------------- |
| Nagy-Britannia | Előző évben a divízió I A csoportjának 6. helyén végzett és kiesett.    |
| Lengyelország  | Előző évben a divízió I B csoportjának 2. helyén végzett.               |
| Hollandia      | Előző évben a divízió I B csoportjának 3. helyén végzett.               |
| Románia        | Előző évben a divízió I B csoportjának 4. helyén végzett.               |
| Litvánia       | Rendező, előző évben a divízió I B csoportjának 5. helyén végzett.      |
| Horvátország   | Előző évben a divízió II A csoportjának 1. helyén végzett és feljutott. |

## Eredmények
A mérkőzések kezdési időpontjai helyi idő szerint, zárójelben magyar idő szerint olvashatók.

### A csoport
| Jelmagyarázat                                        |
| ---------------------------------------------------- |
| Feljutott a 2015-ös IIHF jégkorong-világbajnokságra. |
| Kiesett a divízió I B-be.                            |

| Nemzet       | M | Gy | HGy | HV | V | G+ | G- | Gk  | P  |
| ------------ | - | -- | --- | -- | - | -- | -- | --- | -- |
| Szlovénia    | 5 | 4  | 0   | 0  | 1 | 15 | 6  | +9  | 12 |
| Ausztria     | 5 | 2  | 2   | 0  | 1 | 20 | 14 | +6  | 10 |
| Japán        | 5 | 3  | 0   | 1  | 1 | 14 | 14 | 0   | 10 |
| Ukrajna      | 5 | 2  | 0   | 1  | 2 | 18 | 13 | +5  | 7  |
| Magyarország | 5 | 1  | 1   | 1  | 2 | 16 | 18 | –2  | 6  |
| Dél-Korea    | 5 | 0  | 0   | 0  | 5 | 12 | 30 | –18 | 0  |

| 2014. április 20. 12:30 (05:30) | Ukrajna | 2–3 (h.u.) (1–2, 1–0, 0–0) (h.u.: 0–1) | Ausztria | Goyang Ice Rink, Goyang Nézőszám: 2371 |

| Jegyzőkönyv | Jegyzőkönyv        | Jegyzőkönyv                                       | Jegyzőkönyv        | Jegyzőkönyv                                                                    |
| --- | ------------------ | ------------------------------------------------- | ------------------ | ------------------------------------------------------------------------------ |
| | Sergei Gaiduchenko | Kapusok                                           | Bernhard Starkbaum | Játékvezetők: Ján Hribik Andreas Koch Vonalbírók: Kensuke Kanazawa Tomáš Pešek |
| \| \| 0–1 \| 09:48 – D. Heinrich (T. Koch) (PP) \| \| R. Blagy (A. Mikhnov, Y. Belukhin) – 10:04 \| 1–1 \| \| \| \| 1–2 \| 12:29 – D. Heinrich (B. Lebler, M. Schumnig) (PP) \| \| O. Materukhin (O. Tymchenko, O. Shafarenko) – 32:48 \| 2–2 \| \| \| \| 2–3 \| 61:34 – B. Lebler (PP) \| |                    |                                                   |                    | Játékvezetők: Ján Hribik Andreas Koch Vonalbírók: Kensuke Kanazawa Tomáš Pešek |
| 18 perc | Büntetések         | 8 perc                                            |                    | Játékvezetők: Ján Hribik Andreas Koch Vonalbírók: Kensuke Kanazawa Tomáš Pešek |
| 24 | Lövések            | 25                                                |                    | Játékvezetők: Ján Hribik Andreas Koch Vonalbírók: Kensuke Kanazawa Tomáš Pešek |
| | 0–1                | 09:48 – D. Heinrich (T. Koch) (PP)                |                    | Játékvezetők: Ján Hribik Andreas Koch Vonalbírók: Kensuke Kanazawa Tomáš Pešek |
| R. Blagy (A. Mikhnov, Y. Belukhin) – 10:04 | 1–1                |                                                   |                    | Játékvezetők: Ján Hribik Andreas Koch Vonalbírók: Kensuke Kanazawa Tomáš Pešek |
| | 1–2                | 12:29 – D. Heinrich (B. Lebler, M. Schumnig) (PP) |                    | Játékvezetők: Ján Hribik Andreas Koch Vonalbírók: Kensuke Kanazawa Tomáš Pešek |
| O. Materukhin (O. Tymchenko, O. Shafarenko) – 32:48 | 2–2                |                                                   |                    |                                                                                |
| | 2–3                | 61:34 – B. Lebler (PP)                            |                    |                                                                                |

| 2014. április 20. 16:00 (09:00) | Japán | 2–1 (0–0, 0–1, 2–0) | Szlovénia | Goyang Ice Rink, Goyang Nézőszám: 2333 |

| Jegyzőkönyv | Jegyzőkönyv     | Jegyzőkönyv                   | Jegyzőkönyv    | Jegyzőkönyv                                                                         |
| --- | --------------- | ----------------------------- | -------------- | ----------------------------------------------------------------------------------- |
| | Yutaka Fukufuji | Kapusok                       | Andrej Hočevar | Játékvezetők: Alexei Anisimov Jari Leppäalho Vonalbírók: Markku Buese Judson Ritter |
| \| \| 0–1 \| 38:51 – Ž. Pavlin (J. Muršak) \| \| D. Obara (S. Takahasi) – 44:47 \| 1–1 \| \| \| D. Akimoto (S. Takahasi, M. Nishiwaki) (PP) – 53:13 \| 2–1 \| \| |                 |                               |                | Játékvezetők: Alexei Anisimov Jari Leppäalho Vonalbírók: Markku Buese Judson Ritter |
| 12 perc | Büntetések      | 10 perc                       |                | Játékvezetők: Alexei Anisimov Jari Leppäalho Vonalbírók: Markku Buese Judson Ritter |
| 15 | Lövések         | 27                            |                | Játékvezetők: Alexei Anisimov Jari Leppäalho Vonalbírók: Markku Buese Judson Ritter |
| | 0–1             | 38:51 – Ž. Pavlin (J. Muršak) |                | Játékvezetők: Alexei Anisimov Jari Leppäalho Vonalbírók: Markku Buese Judson Ritter |
| D. Obara (S. Takahasi) – 44:47 | 1–1             |                               |                | Játékvezetők: Alexei Anisimov Jari Leppäalho Vonalbírók: Markku Buese Judson Ritter |
| D. Akimoto (S. Takahasi, M. Nishiwaki) (PP) – 53:13 | 2–1             |                               |                | Játékvezetők: Alexei Anisimov Jari Leppäalho Vonalbírók: Markku Buese Judson Ritter |

| 2014. április 20. 19:30 (12:30) | Dél-Korea | 4–7 (0–2, 1–3, 3–2) | Magyarország | Goyang Ice Rink, Goyang Nézőszám: 2775 |

| Jegyzőkönyv | Jegyzőkönyv               | Jegyzőkönyv                                  | Jegyzőkönyv    | Jegyzőkönyv                                                                                |
| --- | ------------------------- | -------------------------------------------- | -------------- | ------------------------------------------------------------------------------------------ |
| | Park Sung-Je Hon Ho-seung | Kapusok                                      | Hetényi Zoltán | Játékvezetők: Robert Mullner Jean-Philippe Sylvain Vonalbírók: Johannes Kack Roman Kaderli |
| \| \| 0–1 \| 14:18 – Bartalis I. (Hári J.) (PP) \| \| \| 0–2 \| 17:43 – Benk A. (Sebők B.) \| \| \| 0–3 \| 27:12 – Azari Zs. (Kóger D., Tokaji V.) (PP) \| \| \| 0–4 \| 34:27 – Sofron I. (Hári J., Vas M.) (PP) \| \| B. Radunske (Kim S-w., Lee D-k.) (PP) – 35:16 \| 1–4 \| \| \| \| 1–5 \| 37:49 – Kovács Cs. (Vas J., Hári J.) \| \| \| 1–6 \| 40:46 – Bartalis I. (Gröschl T.) \| \| B. Radunske (Kim K-s.) – 42:52 \| 2–6 \| \| \| Shin S-h. (Lee Y-j., Kim W-Y.) – 47:03 \| 3–6 \| \| \| Lee D-k. (Cho M-h.) (PP) – 56:01 \| 4–6 \| \| \| \| 4–7 \| 58:57 – Bartalis I. (Vas J.) (SH, ENG) \| |                           |                                              |                | Játékvezetők: Robert Mullner Jean-Philippe Sylvain Vonalbírók: Johannes Kack Roman Kaderli |
| 37 perc | Büntetések                | 14 perc                                      |                | Játékvezetők: Robert Mullner Jean-Philippe Sylvain Vonalbírók: Johannes Kack Roman Kaderli |
| 28 | Lövések                   | 34                                           |                | Játékvezetők: Robert Mullner Jean-Philippe Sylvain Vonalbírók: Johannes Kack Roman Kaderli |
| | 0–1                       | 14:18 – Bartalis I. (Hári J.) (PP)           |                | Játékvezetők: Robert Mullner Jean-Philippe Sylvain Vonalbírók: Johannes Kack Roman Kaderli |
| | 0–2                       | 17:43 – Benk A. (Sebők B.)                   |                | Játékvezetők: Robert Mullner Jean-Philippe Sylvain Vonalbírók: Johannes Kack Roman Kaderli |
| | 0–3                       | 27:12 – Azari Zs. (Kóger D., Tokaji V.) (PP) |                | Játékvezetők: Robert Mullner Jean-Philippe Sylvain Vonalbírók: Johannes Kack Roman Kaderli |
| | 0–4                       | 34:27 – Sofron I. (Hári J., Vas M.) (PP)     |                |                                                                                            |
| B. Radunske (Kim S-w., Lee D-k.) (PP) – 35:16 | 1–4                       |                                              |                |                                                                                            |
| | 1–5                       | 37:49 – Kovács Cs. (Vas J., Hári J.)         |                |                                                                                            |
| | 1–6                       | 40:46 – Bartalis I. (Gröschl T.)             |                |                                                                                            |
| B. Radunske (Kim K-s.) – 42:52 | 2–6                       |                                              |                |                                                                                            |
| Shin S-h. (Lee Y-j., Kim W-Y.) – 47:03 | 3–6                       |                                              |                |                                                                                            |
| Lee D-k. (Cho M-h.) (PP) – 56:01 | 4–6                       |                                              |                |                                                                                            |
| | 4–7                       | 58:57 – Bartalis I. (Vas J.) (SH, ENG)       |                |                                                                                            |

| 2014. április 21. 12:30 (05:30) | Ausztria | 4–1 (0–1, 1–0, 3–0) | Japán | Goyang Ice Rink, Goyang Nézőszám: 1616 |

| Jegyzőkönyv | Jegyzőkönyv        | Jegyzőkönyv                     | Jegyzőkönyv     | Jegyzőkönyv                                                                        |
| --- | ------------------ | ------------------------------- | --------------- | ---------------------------------------------------------------------------------- |
| | Bernhard Starkbaum | Kapusok                         | Yutaka Fukufuji | Játékvezetők: Andreas Koch Jari Leppäalho Vonalbírók: Chae-Young-Jin Roman Kaderli |
| \| \| 0–1 \| 05:29 – T. Yamashita (T. Saito) \| \| S. Geier – 25:09 \| 1–1 \| \| \| T. Hundertpfund (T. Koch, B. Lebler) – 44:13 \| 2–1 \| \| \| Mario Altmann (K. Komarek, D. Oberkofler (PP) – 47:37 \| 3–1 \| \| \| B. Lebler (T. Hundertpfund, T. Koch) (ENG) – 58:54 \| 4–1 \| \| |                    |                                 |                 | Játékvezetők: Andreas Koch Jari Leppäalho Vonalbírók: Chae-Young-Jin Roman Kaderli |
| 8 perc | Büntetések         | 28 perc                         |                 | Játékvezetők: Andreas Koch Jari Leppäalho Vonalbírók: Chae-Young-Jin Roman Kaderli |
| 39 | Lövések            | 22                              |                 | Játékvezetők: Andreas Koch Jari Leppäalho Vonalbírók: Chae-Young-Jin Roman Kaderli |
| | 0–1                | 05:29 – T. Yamashita (T. Saito) |                 | Játékvezetők: Andreas Koch Jari Leppäalho Vonalbírók: Chae-Young-Jin Roman Kaderli |
| S. Geier – 25:09 | 1–1                |                                 |                 | Játékvezetők: Andreas Koch Jari Leppäalho Vonalbírók: Chae-Young-Jin Roman Kaderli |
| T. Hundertpfund (T. Koch, B. Lebler) – 44:13 | 2–1                |                                 |                 | Játékvezetők: Andreas Koch Jari Leppäalho Vonalbírók: Chae-Young-Jin Roman Kaderli |
| Mario Altmann (K. Komarek, D. Oberkofler (PP) – 47:37 | 3–1                |                                 |                 |                                                                                    |
| B. Lebler (T. Hundertpfund, T. Koch) (ENG) – 58:54 | 4–1                |                                 |                 |                                                                                    |

| 2014. április 21. 16:00 (09:00) | Magyarország | 0–3 (0–1, 0–2, 0–0) | Ukrajna | Goyang Ice Rink, Goyang Nézőszám: 1712 |

| Jegyzőkönyv | Jegyzőkönyv    | Jegyzőkönyv                                              | Jegyzőkönyv        | Jegyzőkönyv                                                                  |
| --- | -------------- | -------------------------------------------------------- | ------------------ | ---------------------------------------------------------------------------- |
| | Hetényi Zoltán | Kapusok                                                  | Sergei Gaiduchenko | Játékvezetők: Marcus Brill Ján Hribik Vonalbírók: Markku Buese Judson Ritter |
| \| \| 0–1 \| 04:57 – E. Belukhin (A. Mikhnov, R. Blagy) (PP) \| \| \| 0–2 \| 29:49 – O. Shafarenko (O. Tymchenko, D. Petrukhno) (PP2) \| \| \| 0–3 \| 30:52 – O. Tymchenko (D. Petrukhno, O. Materukhin) (PP) \| |                |                                                          |                    | Játékvezetők: Marcus Brill Ján Hribik Vonalbírók: Markku Buese Judson Ritter |
| 20 perc | Büntetések     | 8 perc                                                   |                    | Játékvezetők: Marcus Brill Ján Hribik Vonalbírók: Markku Buese Judson Ritter |
| 15 | Lövések        | 40                                                       |                    | Játékvezetők: Marcus Brill Ján Hribik Vonalbírók: Markku Buese Judson Ritter |
| | 0–1            | 04:57 – E. Belukhin (A. Mikhnov, R. Blagy) (PP)          |                    | Játékvezetők: Marcus Brill Ján Hribik Vonalbírók: Markku Buese Judson Ritter |
| | 0–2            | 29:49 – O. Shafarenko (O. Tymchenko, D. Petrukhno) (PP2) |                    | Játékvezetők: Marcus Brill Ján Hribik Vonalbírók: Markku Buese Judson Ritter |
| | 0–3            | 30:52 – O. Tymchenko (D. Petrukhno, O. Materukhin) (PP)  |                    | Játékvezetők: Marcus Brill Ján Hribik Vonalbírók: Markku Buese Judson Ritter |

| 2014. április 21. 19:30 (12:30) | Szlovénia | 4–0 (0–0, 2–0, 2–0) | Dél-Korea | Goyang Ice Rink, Goyang Nézőszám: 2347 |

| Jegyzőkönyv | Jegyzőkönyv  | Jegyzőkönyv | Jegyzőkönyv | Jegyzőkönyv                                                                                 |
| --- | ------------ | ----------- | ----------- | ------------------------------------------------------------------------------------------- |
| | Luka Gračnar | Kapusok     | Son Ho-sung | Játékvezetők: Alexei Anisimov Jean-Philippe Sylvain Vonalbírók: Johannes Käck Roman Kaderli |
| \| J. Urbas (A. Mušič, M. Robar) (PP) – 25:51 \| 1–0 \| \| \| M. Verlič (R. Leber, A. Kuralt) – 26:47 \| 2–0 \| \| \| A. Mušič – 40:39 \| 3–0 \| \| \| J. Urbas (SH, ENG) – 59:06 \| 4–0 \| \| |              |             |             | Játékvezetők: Alexei Anisimov Jean-Philippe Sylvain Vonalbírók: Johannes Käck Roman Kaderli |
| 26 perc | Büntetések   | 12 perc     |             | Játékvezetők: Alexei Anisimov Jean-Philippe Sylvain Vonalbírók: Johannes Käck Roman Kaderli |
| 33 | Lövések      | 32          |             | Játékvezetők: Alexei Anisimov Jean-Philippe Sylvain Vonalbírók: Johannes Käck Roman Kaderli |
| J. Urbas (A. Mušič, M. Robar) (PP) – 25:51 | 1–0          |             |             | Játékvezetők: Alexei Anisimov Jean-Philippe Sylvain Vonalbírók: Johannes Käck Roman Kaderli |
| M. Verlič (R. Leber, A. Kuralt) – 26:47 | 2–0          |             |             | Játékvezetők: Alexei Anisimov Jean-Philippe Sylvain Vonalbírók: Johannes Käck Roman Kaderli |
| A. Mušič – 40:39 | 3–0          |             |             | Játékvezetők: Alexei Anisimov Jean-Philippe Sylvain Vonalbírók: Johannes Käck Roman Kaderli |
| J. Urbas (SH, ENG) – 59:06 | 4–0          |             |             |                                                                                             |

| 2014. április 23. 12:30 (05:30) | Szlovénia | 2–0 (0–0, 2–0, 0–0) | Magyarország | Goyang Ice Rink, Goyang Nézőszám: 1670 |

| Jegyzőkönyv                                                                                    | Jegyzőkönyv  | Jegyzőkönyv | Jegyzőkönyv    | Jegyzőkönyv                                                                   |
| ---------------------------------------------------------------------------------------------- | ------------ | ----------- | -------------- | ----------------------------------------------------------------------------- |
|                                                                                                | Luka Gračnar | Kapusok     | Hetényi Zoltán | Játékvezetők: Ján Hribik Jari Leppäalho Vonalbírók: Roman Kaderli Tomáš Pešek |
| \| T. Razingar (Ž. Pavlin) – 21:47 \| 1–0 \| \| \| A. Kuralt (B. Gregorč) – 25:21 \| 2–0 \| \| |              |             |                | Játékvezetők: Ján Hribik Jari Leppäalho Vonalbírók: Roman Kaderli Tomáš Pešek |
| 6 perc                                                                                         | Büntetések   | 6 perc      |                | Játékvezetők: Ján Hribik Jari Leppäalho Vonalbírók: Roman Kaderli Tomáš Pešek |
| 25                                                                                             | Lövések      | 16          |                | Játékvezetők: Ján Hribik Jari Leppäalho Vonalbírók: Roman Kaderli Tomáš Pešek |
| T. Razingar (Ž. Pavlin) – 21:47                                                                | 1–0          |             |                | Játékvezetők: Ján Hribik Jari Leppäalho Vonalbírók: Roman Kaderli Tomáš Pešek |
| A. Kuralt (B. Gregorč) – 25:21                                                                 | 2–0          |             |                | Játékvezetők: Ján Hribik Jari Leppäalho Vonalbírók: Roman Kaderli Tomáš Pešek |

| 2014. április 23. 16:00 (09:00) | Ukrajna | 2–3 (1–2, 0–0, 1–1) | Japán | Goyang Ice Rink, Goyang Nézőszám: 1656 |

| Jegyzőkönyv | Jegyzőkönyv        | Jegyzőkönyv                                 | Jegyzőkönyv     | Jegyzőkönyv                                                                        |
| --- | ------------------ | ------------------------------------------- | --------------- | ---------------------------------------------------------------------------------- |
| | Sergei Gaiduchenko | Kapusok                                     | Yutaka Fukufuji | Játékvezetők: Andreas Koch Robert Mullner Vonalbírók: Chae-Young-Jin Johannes Käck |
| \| \| 0–1 \| 04:31 – S. Kuji (A. Keller, G. Tanaka) (PP) \| \| O. Materukhin (O. Tymchenko) – 07:19 \| 1–1 \| \| \| \| 1–2 \| 13:11 – S. Kuji (R. Hashimoto, T. Kawai) \| \| A. Mikhnov (O. Shafarenko, R. Blahyi) – 42:54 \| 2–2 \| \| \| \| 2–3 \| 58:16 – T. Yamashita (D. Akimoto, T. Saito) \| |                    |                                             |                 | Játékvezetők: Andreas Koch Robert Mullner Vonalbírók: Chae-Young-Jin Johannes Käck |
| 8 perc | Büntetések         | 20 perc                                     |                 | Játékvezetők: Andreas Koch Robert Mullner Vonalbírók: Chae-Young-Jin Johannes Käck |
| 26 | Lövések            | 24                                          |                 | Játékvezetők: Andreas Koch Robert Mullner Vonalbírók: Chae-Young-Jin Johannes Käck |
| | 0–1                | 04:31 – S. Kuji (A. Keller, G. Tanaka) (PP) |                 | Játékvezetők: Andreas Koch Robert Mullner Vonalbírók: Chae-Young-Jin Johannes Käck |
| O. Materukhin (O. Tymchenko) – 07:19 | 1–1                |                                             |                 | Játékvezetők: Andreas Koch Robert Mullner Vonalbírók: Chae-Young-Jin Johannes Käck |
| | 1–2                | 13:11 – S. Kuji (R. Hashimoto, T. Kawai)    |                 | Játékvezetők: Andreas Koch Robert Mullner Vonalbírók: Chae-Young-Jin Johannes Käck |
| A. Mikhnov (O. Shafarenko, R. Blahyi) – 42:54 | 2–2                |                                             |                 |                                                                                    |
| | 2–3                | 58:16 – T. Yamashita (D. Akimoto, T. Saito) |                 |                                                                                    |

| 2014. április 23. 19:30 (12:30) | Ausztria | 7–4 (5–4, 0–0, 2–0) | Dél-Korea | Goyang Ice Rink, Goyang Nézőszám: 2647 |

| Jegyzőkönyv | Jegyzőkönyv        | Jegyzőkönyv                                  | Jegyzőkönyv  | Jegyzőkönyv                                                                           |
| --- | ------------------ | -------------------------------------------- | ------------ | ------------------------------------------------------------------------------------- |
| | Bernhard Starkbaum | Kapusok                                      | Park Sung-je | Játékvezetők: Alexei Anisimov Marcus Brill Vonalbírók: Kensuke Kanazawa Judson Ritter |
| \| \| 0–1 \| 03:45 – Park W-s. (Kim K-s., M. Swift) (PP2) \| \| \| 0–2 \| 07:42 – Cho M-h. (M. Swift, Kim K-s.) \| \| \| 0–3 \| 08:13 – Kim K-s. (Kim S-w., B. Radunske) \| \| M. Schiechl (B. Petrik, S. Bacher) – 09:49 \| 1–3 \| \| \| T. Hundertpfund (T. Koch, M. Schlacher) – 11:12 \| 2–3 \| \| \| B. Lebler (D. Heinrich, T. Koch) (PP) – 12:08 \| 3–3 \| \| \| B. Lebler (M. Altmann, M. Schumig) – 14:50 \| 4–3 \| \| \| \| 4–4 \| 15:05 – Kim K-s. (B. Radunske, Kim S-w.) \| \| T. Hundertpfund (B. Lebler, T. Koch) – 16:52 \| 5–4 \| \| \| K. Komarek (T. Hundertpfund) – 53:31 \| 6–4 \| \| \| B. Lebler (T. Koch) (PP) – 57:40 \| 7–4 \| \| |                    |                                              |              | Játékvezetők: Alexei Anisimov Marcus Brill Vonalbírók: Kensuke Kanazawa Judson Ritter |
| 12 perc | Büntetések         | 22 perc                                      |              | Játékvezetők: Alexei Anisimov Marcus Brill Vonalbírók: Kensuke Kanazawa Judson Ritter |
| 37 | Lövések            | 29                                           |              | Játékvezetők: Alexei Anisimov Marcus Brill Vonalbírók: Kensuke Kanazawa Judson Ritter |
| | 0–1                | 03:45 – Park W-s. (Kim K-s., M. Swift) (PP2) |              | Játékvezetők: Alexei Anisimov Marcus Brill Vonalbírók: Kensuke Kanazawa Judson Ritter |
| | 0–2                | 07:42 – Cho M-h. (M. Swift, Kim K-s.)        |              | Játékvezetők: Alexei Anisimov Marcus Brill Vonalbírók: Kensuke Kanazawa Judson Ritter |
| | 0–3                | 08:13 – Kim K-s. (Kim S-w., B. Radunske)     |              | Játékvezetők: Alexei Anisimov Marcus Brill Vonalbírók: Kensuke Kanazawa Judson Ritter |
| M. Schiechl (B. Petrik, S. Bacher) – 09:49 | 1–3                |                                              |              |                                                                                       |
| T. Hundertpfund (T. Koch, M. Schlacher) – 11:12 | 2–3                |                                              |              |                                                                                       |
| B. Lebler (D. Heinrich, T. Koch) (PP) – 12:08 | 3–3                |                                              |              |                                                                                       |
| B. Lebler (M. Altmann, M. Schumig) – 14:50 | 4–3                |                                              |              |                                                                                       |
| | 4–4                | 15:05 – Kim K-s. (B. Radunske, Kim S-w.)     |              |                                                                                       |
| T. Hundertpfund (B. Lebler, T. Koch) – 16:52 | 5–4                |                                              |              |                                                                                       |
| K. Komarek (T. Hundertpfund) – 53:31 | 6–4                |                                              |              |                                                                                       |
| B. Lebler (T. Koch) (PP) – 57:40 | 7–4                |                                              |              |                                                                                       |

| 2014. április 24. 12:30 (05:30) | Szlovénia | 5–3 (2–0, 0–2, 3–1) | Ukrajna | Goyang Ice Rink, Goyang Nézőszám: 1698 |

| Jegyzőkönyv | Jegyzőkönyv  | Jegyzőkönyv                                        | Jegyzőkönyv       | Jegyzőkönyv                                                                                    |
| --- | ------------ | -------------------------------------------------- | ----------------- | ---------------------------------------------------------------------------------------------- |
| | Luka Gračnar | Kapusok                                            | Sergi Gaiduchenko | Játékvezetők: Robert Mullner Jean-Philippe Sylvain Vonalbírók: Chae-Young-Jin Kensuke Kanazawa |
| \| M. Stebih (B. Goličič, A. Kuralt) – 12:12 \| 1–0 \| \| \| J. Urbas (Ž. Pavlin, M. Rodman) – 18:09 \| 2–0 \| \| \| \| 2–1 \| 26:57 – A. Mikhnov (Y. Navarenko, E. Belukhin (PP) \| \| \| 2–2 \| 38:57 – D. Petrukhno (O. Materukhin) (PP) \| \| \| 2–3 \| 42:13 E. Belukhin (R. Blagy) (PP) \| \| A. Mušič (J. Muršak, Ž. Pance) – 42:43 \| 3–3 \| \| \| J. Muršak (A. Mušič, M. Robar) (PP) – 46:30 \| 4–3 \| \| \| B. Goličič (A. Kuralt, T. Razingar) – 57:04 \| 5–3 \| \| |              |                                                    |                   | Játékvezetők: Robert Mullner Jean-Philippe Sylvain Vonalbírók: Chae-Young-Jin Kensuke Kanazawa |
| 8 perc | Büntetések   | 16 perc                                            |                   | Játékvezetők: Robert Mullner Jean-Philippe Sylvain Vonalbírók: Chae-Young-Jin Kensuke Kanazawa |
| 38 | Lövések      | 16                                                 |                   | Játékvezetők: Robert Mullner Jean-Philippe Sylvain Vonalbírók: Chae-Young-Jin Kensuke Kanazawa |
| M. Stebih (B. Goličič, A. Kuralt) – 12:12 | 1–0          |                                                    |                   | Játékvezetők: Robert Mullner Jean-Philippe Sylvain Vonalbírók: Chae-Young-Jin Kensuke Kanazawa |
| J. Urbas (Ž. Pavlin, M. Rodman) – 18:09 | 2–0          |                                                    |                   | Játékvezetők: Robert Mullner Jean-Philippe Sylvain Vonalbírók: Chae-Young-Jin Kensuke Kanazawa |
| | 2–1          | 26:57 – A. Mikhnov (Y. Navarenko, E. Belukhin (PP) |                   | Játékvezetők: Robert Mullner Jean-Philippe Sylvain Vonalbírók: Chae-Young-Jin Kensuke Kanazawa |
| | 2–2          | 38:57 – D. Petrukhno (O. Materukhin) (PP)          |                   |                                                                                                |
| | 2–3          | 42:13 E. Belukhin (R. Blagy) (PP)                  |                   |                                                                                                |
| A. Mušič (J. Muršak, Ž. Pance) – 42:43 | 3–3          |                                                    |                   |                                                                                                |
| J. Muršak (A. Mušič, M. Robar) (PP) – 46:30 | 4–3          |                                                    |                   |                                                                                                |
| B. Goličič (A. Kuralt, T. Razingar) – 57:04 | 5–3          |                                                    |                   |                                                                                                |

| 2014. április 24. 16:00 (09:00) | Magyarország | 4–5 (h.u.) (0–0, 3–3, 1–1) (h.u.: 0–1) | Ausztria | Goyang Ice Rink, Goyang Nézőszám: 1720 |

| Jegyzőkönyv | Jegyzőkönyv    | Jegyzőkönyv                                         | Jegyzőkönyv        | Jegyzőkönyv                                                                       |
| --- | -------------- | --------------------------------------------------- | ------------------ | --------------------------------------------------------------------------------- |
| | Hetényi Zoltán | Kapusok                                             | Bernhard Starkbaum | Játékvezetők: Alexei Anisimov Andreas Koch Vonalbírók: Markku Buese Johannes Käck |
| \| I. Bartalis (Szirányi B.) (PP) – 27:11 \| 1–0 \| \| \| Sebők B. (Benk A.) – 28:27 \| 2–0 \| \| \| \| 2–1 \| 31:50 – T. Hundertpfund (T. Koch) \| \| \| 2–2 \| 33:32 – D. Heinrich (T. Hundertpfund, T. Koch) \| \| \| 2–3 \| 35:51 – D. Heinrich (T. Hundertpfund, T. Koch) (PP) \| \| Sebők B. (Azari Zs., Benk A.) – 39:59 \| 3–3 \| \| \| \| 3–4 \| 47:40 – M. Iberer (D. Oberkofler, K. Komarek) \| \| Kovács Cs. (Magosi B., Pozsgai T.) – 53:51 \| 4–4 \| \| \| \| 4–5 \| 63:45 – B. Lebler (D. Heinrich) (PP) \| |                |                                                     |                    | Játékvezetők: Alexei Anisimov Andreas Koch Vonalbírók: Markku Buese Johannes Käck |
| 4 perc | Büntetések     | 14 perc                                             |                    | Játékvezetők: Alexei Anisimov Andreas Koch Vonalbírók: Markku Buese Johannes Käck |
| 38 | Lövések        | 26                                                  |                    | Játékvezetők: Alexei Anisimov Andreas Koch Vonalbírók: Markku Buese Johannes Käck |
| I. Bartalis (Szirányi B.) (PP) – 27:11 | 1–0            |                                                     |                    | Játékvezetők: Alexei Anisimov Andreas Koch Vonalbírók: Markku Buese Johannes Käck |
| Sebők B. (Benk A.) – 28:27 | 2–0            |                                                     |                    | Játékvezetők: Alexei Anisimov Andreas Koch Vonalbírók: Markku Buese Johannes Käck |
| | 2–1            | 31:50 – T. Hundertpfund (T. Koch)                   |                    | Játékvezetők: Alexei Anisimov Andreas Koch Vonalbírók: Markku Buese Johannes Käck |
| | 2–2            | 33:32 – D. Heinrich (T. Hundertpfund, T. Koch)      |                    |                                                                                   |
| | 2–3            | 35:51 – D. Heinrich (T. Hundertpfund, T. Koch) (PP) |                    |                                                                                   |
| Sebők B. (Azari Zs., Benk A.) – 39:59 | 3–3            |                                                     |                    |                                                                                   |
| | 3–4            | 47:40 – M. Iberer (D. Oberkofler, K. Komarek)       |                    |                                                                                   |
| Kovács Cs. (Magosi B., Pozsgai T.) – 53:51 | 4–4            |                                                     |                    |                                                                                   |
| | 4–5            | 63:45 – B. Lebler (D. Heinrich) (PP)                |                    |                                                                                   |

| 2014. április 24. 19:30 (12:30) | Japán | 4–2 (3–0, 1–0, 0–2) | Dél-Korea | Goyang Ice Rink, Goyang Nézőszám: 2949 |

| Jegyzőkönyv | Jegyzőkönyv     | Jegyzőkönyv                                     | Jegyzőkönyv  | Jegyzőkönyv                                                                 |
| --- | --------------- | ----------------------------------------------- | ------------ | --------------------------------------------------------------------------- |
| | Yutaka Fukufuji | Kapusok                                         | Park Sung-je | Játékvezetők: Marcus Brill Ján Hribik Vonalbírók: Roman Kaderli Tomáš Pešek |
| \| H. Ueno (S. Yanadori) – 01:14 \| 1–0 \| \| \| S. Takahasi (T. Yamashita) – 03:09 \| 2–0 \| \| \| H. Ueno (T. Yamashita, T. Saito) – 11:08 \| 3–0 \| \| \| A. Keller (G. Tanaka, T. Kawai) (PP2) – 39:25 \| 4–0 \| \| \| \| 4–1 \| 41:15 – M. Swift (Kim K-s.) (PP) \| \| \| 4–2 \| 43:25 – Lee Don-ku (B. Radunske, Kim K-s.) (PP) \| |                 |                                                 |              | Játékvezetők: Marcus Brill Ján Hribik Vonalbírók: Roman Kaderli Tomáš Pešek |
| 8 perc | Büntetések      | 12 perc                                         |              | Játékvezetők: Marcus Brill Ján Hribik Vonalbírók: Roman Kaderli Tomáš Pešek |
| 26 | Lövések         | 30                                              |              | Játékvezetők: Marcus Brill Ján Hribik Vonalbírók: Roman Kaderli Tomáš Pešek |
| H. Ueno (S. Yanadori) – 01:14 | 1–0             |                                                 |              | Játékvezetők: Marcus Brill Ján Hribik Vonalbírók: Roman Kaderli Tomáš Pešek |
| S. Takahasi (T. Yamashita) – 03:09 | 2–0             |                                                 |              | Játékvezetők: Marcus Brill Ján Hribik Vonalbírók: Roman Kaderli Tomáš Pešek |
| H. Ueno (T. Yamashita, T. Saito) – 11:08 | 3–0             |                                                 |              | Játékvezetők: Marcus Brill Ján Hribik Vonalbírók: Roman Kaderli Tomáš Pešek |
| A. Keller (G. Tanaka, T. Kawai) (PP2) – 39:25 | 4–0             |                                                 |              |                                                                             |
| | 4–1             | 41:15 – M. Swift (Kim K-s.) (PP)                |              |                                                                             |
| | 4–2             | 43:25 – Lee Don-ku (B. Radunske, Kim K-s.) (PP) |              |                                                                             |

| 2014. április 26. 12:30 (05:30) | Magyarország | 5–4 (sz.) (1–1, 2–2, 1–1) (h.u.: 0–0) (sz.: 3–2) | Japán | Goyang Ice Rink, Goyang Nézőszám: 1878 |

| Jegyzőkönyv | Jegyzőkönyv    | Jegyzőkönyv                                   | Jegyzőkönyv                   | Jegyzőkönyv                                                                                 |
| --- | -------------- | --------------------------------------------- | ----------------------------- | ------------------------------------------------------------------------------------------- |
| | Hetényi Zoltán | Kapusok                                       | Yutaka Fukufuji Yuta Narisawa | Játékvezetők: Robert Mullner Jean-Philippe Sylvain Vonalbírók: Chae-Young-Jin Roman Kaderli |
| \| \| 0–1 \| 02:58 – T. Saito (T. Yamashita) \| \| Sofron I. (Vas M., Tokaji V.) – 17:29 \| 1–1 \| \| \| Bartalis I. (Vas J., Vas M.) (PP) – 20:49 \| 2–1 \| \| \| \| 2–2 \| 26:50 – M. Nishiwaki (S. Takahashi, D. Obara) \| \| \| 2–3 \| 30:39 – S. Kuji (A. Keller, G. Tanaka) \| \| Sofron I. (Hári J., Bartalis I.) – 38:53 \| 3–3 \| \| \| \| 3–4 \| 54:30 – H. Ueno (T. Saito) \| \| Vas M. (Vas J., Hári J.) (EA) – 58:54 \| 4–4 \| \| |                |                                               |                               | Játékvezetők: Robert Mullner Jean-Philippe Sylvain Vonalbírók: Chae-Young-Jin Roman Kaderli |
| Hári J. Vas M. Sofron I. Vas M. | Szétlövés      | S. Kuji H. Ueno G. Tanaka D. Obara S. Kuji    |                               | Játékvezetők: Robert Mullner Jean-Philippe Sylvain Vonalbírók: Chae-Young-Jin Roman Kaderli |
| 20 perc | Büntetések     | 4 perc                                        |                               | Játékvezetők: Robert Mullner Jean-Philippe Sylvain Vonalbírók: Chae-Young-Jin Roman Kaderli |
| 31 | Lövések        | 24                                            |                               | Játékvezetők: Robert Mullner Jean-Philippe Sylvain Vonalbírók: Chae-Young-Jin Roman Kaderli |
| | 0–1            | 02:58 – T. Saito (T. Yamashita)               |                               | Játékvezetők: Robert Mullner Jean-Philippe Sylvain Vonalbírók: Chae-Young-Jin Roman Kaderli |
| Sofron I. (Vas M., Tokaji V.) – 17:29 | 1–1            |                                               |                               | Játékvezetők: Robert Mullner Jean-Philippe Sylvain Vonalbírók: Chae-Young-Jin Roman Kaderli |
| Bartalis I. (Vas J., Vas M.) (PP) – 20:49 | 2–1            |                                               |                               |                                                                                             |
| | 2–2            | 26:50 – M. Nishiwaki (S. Takahashi, D. Obara) |                               |                                                                                             |
| | 2–3            | 30:39 – S. Kuji (A. Keller, G. Tanaka)        |                               |                                                                                             |
| Sofron I. (Hári J., Bartalis I.) – 38:53 | 3–3            |                                               |                               |                                                                                             |
| | 3–4            | 54:30 – H. Ueno (T. Saito)                    |                               |                                                                                             |
| Vas M. (Vas J., Hári J.) (EA) – 58:54 | 4–4            |                                               |                               |                                                                                             |

| 2014. április 26. 16:00 (09:00) | Ausztria | 1–3 (0–0, 1–1, 0–2) | Szlovénia | Goyang Ice Rink, Goyang Nézőszám: 1923 |

| Jegyzőkönyv | Jegyzőkönyv        | Jegyzőkönyv                                | Jegyzőkönyv  | Jegyzőkönyv                                                                          |
| --- | ------------------ | ------------------------------------------ | ------------ | ------------------------------------------------------------------------------------ |
| | Bernhard Starkbaum | Kapusok                                    | Luka Gračnar | Játékvezetők: Alexei Anisimov Jari Leppäalho Vonalbírók: Johannes Käck Judson Ritter |
| \| \| 0–1 \| 33:44 – J. Urbas \| \| B. Petrik (S. Bacher, M. Schiechl) – 35:20 \| 1–1 \| \| \| \| 1–2 \| 48:49 – J. Urbas (D. Rodman, M. Podlipnik) \| \| \| 1–3 \| 58:28 – M. Stebih (J. Urbas) \| |                    |                                            |              | Játékvezetők: Alexei Anisimov Jari Leppäalho Vonalbírók: Johannes Käck Judson Ritter |
| 6 perc | Büntetések         | 8 perc                                     |              | Játékvezetők: Alexei Anisimov Jari Leppäalho Vonalbírók: Johannes Käck Judson Ritter |
| 20 | Lövések            | 22                                         |              | Játékvezetők: Alexei Anisimov Jari Leppäalho Vonalbírók: Johannes Käck Judson Ritter |
| | 0–1                | 33:44 – J. Urbas                           |              | Játékvezetők: Alexei Anisimov Jari Leppäalho Vonalbírók: Johannes Käck Judson Ritter |
| B. Petrik (S. Bacher, M. Schiechl) – 35:20 | 1–1                |                                            |              | Játékvezetők: Alexei Anisimov Jari Leppäalho Vonalbírók: Johannes Käck Judson Ritter |
| | 1–2                | 48:49 – J. Urbas (D. Rodman, M. Podlipnik) |              | Játékvezetők: Alexei Anisimov Jari Leppäalho Vonalbírók: Johannes Käck Judson Ritter |
| | 1–3                | 58:28 – M. Stebih (J. Urbas)               |              |                                                                                      |

| 2014. április 26. 19:30 (12:30) | Dél-Korea | 2–8 (0–2, 0–3, 2–3) | Ukrajna | Goyang Ice Rink, Goyang Nézőszám: 2527 |

| Jegyzőkönyv | Jegyzőkönyv  | Jegyzőkönyv                                         | Jegyzőkönyv       | Jegyzőkönyv                                                                |
| --- | ------------ | --------------------------------------------------- | ----------------- | -------------------------------------------------------------------------- |
| | Park Sung-je | Kapusok                                             | Vadym Seliverstov | Játékvezetők: Marcus Brill Ján Hribik Vonalbírók: Markku Buese Tomáš Pešek |
| \| \| 0–1 \| 02:27 – D. Isayenko (R. Blagy, D. Petrukhno) (PP) \| \| \| 0–2 \| 05:34 – O. Materukhin (O. Shafarenko, O. Tymchenko) \| \| \| 0–3 \| 23:012 – R. Blagy (E. Belukhin, P. Padakin) \| \| \| 0–4 \| 38:05 – D. Petrukhno (R. Blagy, P. Padakin) \| \| \| 0–5 \| 38:29 – O. Shafarenko (O. Materukhin, Y. Navarenko) \| \| \| 0–6 \| 41:27 – O. Materukhin (O. Shafarenko, O. Tymchenko) \| \| Kim H-j. (Chang J-i.) – 46:34 \| 1–6 \| \| \| \| 1–7 \| 49:01 – O. Toryanyk (M. Kvitchenko) \| \| \| 1–8 \| 49:21 – R. Blagy (I. Jugut) \| \| B. Radunske (Lee D-k., Kim S-w.) (PP) – 53:54 \| 2–8 \| \| |              |                                                     |                   | Játékvezetők: Marcus Brill Ján Hribik Vonalbírók: Markku Buese Tomáš Pešek |
| 6 perc | Büntetések   | 6 perc                                              |                   | Játékvezetők: Marcus Brill Ján Hribik Vonalbírók: Markku Buese Tomáš Pešek |
| 30 | Lövések      | 37                                                  |                   | Játékvezetők: Marcus Brill Ján Hribik Vonalbírók: Markku Buese Tomáš Pešek |
| | 0–1          | 02:27 – D. Isayenko (R. Blagy, D. Petrukhno) (PP)   |                   | Játékvezetők: Marcus Brill Ján Hribik Vonalbírók: Markku Buese Tomáš Pešek |
| | 0–2          | 05:34 – O. Materukhin (O. Shafarenko, O. Tymchenko) |                   | Játékvezetők: Marcus Brill Ján Hribik Vonalbírók: Markku Buese Tomáš Pešek |
| | 0–3          | 23:012 – R. Blagy (E. Belukhin, P. Padakin)         |                   | Játékvezetők: Marcus Brill Ján Hribik Vonalbírók: Markku Buese Tomáš Pešek |
| | 0–4          | 38:05 – D. Petrukhno (R. Blagy, P. Padakin)         |                   |                                                                            |
| | 0–5          | 38:29 – O. Shafarenko (O. Materukhin, Y. Navarenko) |                   |                                                                            |
| | 0–6          | 41:27 – O. Materukhin (O. Shafarenko, O. Tymchenko) |                   |                                                                            |
| Kim H-j. (Chang J-i.) – 46:34 | 1–6          |                                                     |                   |                                                                            |
| | 1–7          | 49:01 – O. Toryanyk (M. Kvitchenko)                 |                   |                                                                            |
| | 1–8          | 49:21 – R. Blagy (I. Jugut)                         |                   |                                                                            |
| B. Radunske (Lee D-k., Kim S-w.) (PP) – 53:54 | 2–8          |                                                     |                   |                                                                            |

### B csoport
| Nemzet         | M | Gy | HGy | HV | V | G+ | G- | Gk  | P  |
| -------------- | - | -- | --- | -- | - | -- | -- | --- | -- |
| Lengyelország  | 5 | 4  | 0   | 0  | 1 | 21 | 8  | +13 | 12 |
| Horvátország   | 5 | 3  | 1   | 0  | 1 | 16 | 9  | +7  | 10 |
| Litvánia       | 5 | 3  | 0   | 0  | 2 | 15 | 9  | +6  | 9  |
| Nagy-Britannia | 5 | 3  | 0   | 0  | 2 | 13 | 12 | +1  | 9  |
| Hollandia      | 5 | 1  | 0   | 0  | 4 | 13 | 18 | –5  | 3  |
| Románia        | 5 | 0  | 0   | 1  | 4 | 7  | 29 | –22 | 1  |

| 2014. április 20. 13:00 (12:00) | Horvátország | 4–0 (2–0, 1–0, 1–0) | Nagy-Britannia | Siemens Arena, Vilnius Nézőszám: 792 |

| Jegyzőkönyv | Jegyzőkönyv      | Jegyzőkönyv | Jegyzőkönyv              | Jegyzőkönyv                                                          |
| --- | ---------------- | ----------- | ------------------------ | -------------------------------------------------------------------- |
| | Mate Tomljenović | Kapusok     | Stephen Murphy Ben Bowns | Játékvezető: Juris Balodis Vonalbírók: Dmitri Golyak David Nothegger |
| \| M. Novak (N. Senzel, T. Mirić) – 12:56 \| 1–0 \| \| \| D. Kostović (M. Šakić) – 19:19 \| 2–0 \| \| \| A. Letang (I. Janković, M. Blagus) – 27:26 \| 3–0 \| \| \| D. Kostović – 46:12 \| 4–0 \| \| |                  |             |                          | Játékvezető: Juris Balodis Vonalbírók: Dmitri Golyak David Nothegger |
| 18 perc | Büntetések       | 8 perc      |                          | Játékvezető: Juris Balodis Vonalbírók: Dmitri Golyak David Nothegger |
| 18 | Lövések          | 33          |                          | Játékvezető: Juris Balodis Vonalbírók: Dmitri Golyak David Nothegger |
| M. Novak (N. Senzel, T. Mirić) – 12:56 | 1–0              |             |                          | Játékvezető: Juris Balodis Vonalbírók: Dmitri Golyak David Nothegger |
| D. Kostović (M. Šakić) – 19:19 | 2–0              |             |                          | Játékvezető: Juris Balodis Vonalbírók: Dmitri Golyak David Nothegger |
| A. Letang (I. Janković, M. Blagus) – 27:26 | 3–0              |             |                          | Játékvezető: Juris Balodis Vonalbírók: Dmitri Golyak David Nothegger |
| D. Kostović – 46:12 | 4–0              |             |                          |                                                                      |

| 2014. április 20. 16:30 (15:30) | Románia | 0–7 (0–2, 0–3, 0–2) | Lengyelország | Siemens Arena, Vilnius Nézőszám: 809 |

| Jegyzőkönyv | Jegyzőkönyv                    | Jegyzőkönyv                                           | Jegyzőkönyv        | Jegyzőkönyv                                                          |
| --- | ------------------------------ | ----------------------------------------------------- | ------------------ | -------------------------------------------------------------------- |
| | Gellért Ruczuj Adrian Catrinoi | Kapusok                                               | Przemyslaw Odrobny | Játékvezető: Per Gustav Solem Vonalbírók: Kovács Balázs Jonas Reimer |
| \| \| 0–1 \| 02:11 – P. Dronia (M. Kolusz, K. Zapała) \| \| \| 0–2 \| 18:07 – L. Laszkiewicz (J. Witecki) \| \| \| 0–3 \| 27:15 – T. Malasinski (K. Zapała) \| \| \| 0–4 \| 37:57 – S. Kowalowka (G. Pasiut, L. Laszkiewicz) (PP) \| \| \| 0–5 \| 39:14 – M. Kolusz (R. Dutka, P. Dronia) (PP) \| \| \| 0–6 \| 42:19 – L. Laszkiewicz (M. Lopuski) \| \| \| 0–7 \| 43:24 – T. Malasinski (K. Zapała, M. Kolusz) \| |                                |                                                       |                    | Játékvezető: Per Gustav Solem Vonalbírók: Kovács Balázs Jonas Reimer |
| 8 perc | Büntetések                     | 8 perc                                                |                    | Játékvezető: Per Gustav Solem Vonalbírók: Kovács Balázs Jonas Reimer |
| 14 | Lövések                        | 36                                                    |                    | Játékvezető: Per Gustav Solem Vonalbírók: Kovács Balázs Jonas Reimer |
| | 0–1                            | 02:11 – P. Dronia (M. Kolusz, K. Zapała)              |                    | Játékvezető: Per Gustav Solem Vonalbírók: Kovács Balázs Jonas Reimer |
| | 0–2                            | 18:07 – L. Laszkiewicz (J. Witecki)                   |                    | Játékvezető: Per Gustav Solem Vonalbírók: Kovács Balázs Jonas Reimer |
| | 0–3                            | 27:15 – T. Malasinski (K. Zapała)                     |                    | Játékvezető: Per Gustav Solem Vonalbírók: Kovács Balázs Jonas Reimer |
| | 0–4                            | 37:57 – S. Kowalowka (G. Pasiut, L. Laszkiewicz) (PP) |                    |                                                                      |
| | 0–5                            | 39:14 – M. Kolusz (R. Dutka, P. Dronia) (PP)          |                    |                                                                      |
| | 0–6                            | 42:19 – L. Laszkiewicz (M. Lopuski)                   |                    |                                                                      |
| | 0–7                            | 43:24 – T. Malasinski (K. Zapała, M. Kolusz)          |                    |                                                                      |

| 2014. április 20. 20:00 (19:00) | Litvánia | 4–0 (1–0, 0–0, 3–0) | Hollandia | Siemens Arena, Vilnius Nézőszám: 4525 |

| Jegyzőkönyv | Jegyzőkönyv    | Jegyzőkönyv | Jegyzőkönyv                      | Jegyzőkönyv                                                                 |
| --- | -------------- | ----------- | -------------------------------- | --------------------------------------------------------------------------- |
| | Mantas Armalis | Kapusok     | Ian Meierdres Martijn Oosterwijk | Játékvezető: Pascal St-Jacques Vonalbírók: Raivis Jucers Alexander Otmakhov |
| \| D. Kumeliauskas (A. Bosas) – 16:35 \| 1–0 \| \| \| P. Gintautas (D. Boddziul, A. Fiscevas) – 45:55 \| 2–0 \| \| \| D. Zubrus (P. Rulevičius, M. Kieras) (PP) – 55:33 \| 3–0 \| \| \| M. Kieras (D. Pliskauskas, E. Rybakov) – 59:59 \| 4–0 \| \| |                |             |                                  | Játékvezető: Pascal St-Jacques Vonalbírók: Raivis Jucers Alexander Otmakhov |
| 10 perc | Büntetések     | 8 perc      |                                  | Játékvezető: Pascal St-Jacques Vonalbírók: Raivis Jucers Alexander Otmakhov |
| 32 | Lövések        | 23          |                                  | Játékvezető: Pascal St-Jacques Vonalbírók: Raivis Jucers Alexander Otmakhov |
| D. Kumeliauskas (A. Bosas) – 16:35 | 1–0            |             |                                  | Játékvezető: Pascal St-Jacques Vonalbírók: Raivis Jucers Alexander Otmakhov |
| P. Gintautas (D. Boddziul, A. Fiscevas) – 45:55 | 2–0            |             |                                  | Játékvezető: Pascal St-Jacques Vonalbírók: Raivis Jucers Alexander Otmakhov |
| D. Zubrus (P. Rulevičius, M. Kieras) (PP) – 55:33 | 3–0            |             |                                  | Játékvezető: Pascal St-Jacques Vonalbírók: Raivis Jucers Alexander Otmakhov |
| M. Kieras (D. Pliskauskas, E. Rybakov) – 59:59 | 4–0            |             |                                  |                                                                             |

| 2014. április 21. 13:00 (12:00) | Nagy-Britannia | 4–1 (0–0, 2–0, 2–1) | Románia | Siemens Arena, Vilnius Nézőszám: 739 |

| Jegyzőkönyv | Jegyzőkönyv | Jegyzőkönyv                                 | Jegyzőkönyv     | Jegyzőkönyv                                                              |
| --- | ----------- | ------------------------------------------- | --------------- | ------------------------------------------------------------------------ |
| | Ben Bowns   | Kapusok                                     | Adrian Catrinoi | Játékvezető: Pascal St-Jacques Vonalbírók: Dmitri Golyak Ludvig Lundgren |
| \| B. Davies (D. Clarke, R. Lachowicz) (PP) – 32:45 \| 1–0 \| \| \| J. Phillips (M. Garside, D. Meyers) – 34:35 \| 2–0 \| \| \| C. Shields (B. O'Connor, R. Farmer) (PP) – 45:47 \| 3–0 \| \| \| \| 3–1 \| 59:16 – O. Biro (Y. Pysarenko, E. Moldovan) \| \| M. Garside (D. Meyers, B. O'Connor) – 59:34 \| 4–1 \| \| |             |                                             |                 | Játékvezető: Pascal St-Jacques Vonalbírók: Dmitri Golyak Ludvig Lundgren |
| 8 perc | Büntetések  | 14 perc                                     |                 | Játékvezető: Pascal St-Jacques Vonalbírók: Dmitri Golyak Ludvig Lundgren |
| 47 | Lövések     | 26                                          |                 | Játékvezető: Pascal St-Jacques Vonalbírók: Dmitri Golyak Ludvig Lundgren |
| B. Davies (D. Clarke, R. Lachowicz) (PP) – 32:45 | 1–0         |                                             |                 | Játékvezető: Pascal St-Jacques Vonalbírók: Dmitri Golyak Ludvig Lundgren |
| J. Phillips (M. Garside, D. Meyers) – 34:35 | 2–0         |                                             |                 | Játékvezető: Pascal St-Jacques Vonalbírók: Dmitri Golyak Ludvig Lundgren |
| C. Shields (B. O'Connor, R. Farmer) (PP) – 45:47 | 3–0         |                                             |                 | Játékvezető: Pascal St-Jacques Vonalbírók: Dmitri Golyak Ludvig Lundgren |
| | 3–1         | 59:16 – O. Biro (Y. Pysarenko, E. Moldovan) |                 |                                                                          |
| M. Garside (D. Meyers, B. O'Connor) – 59:34 | 4–1         |                                             |                 |                                                                          |

| 2014. április 21. 16:30 (15:30) | Hollandia | 0–4 (0–2, 0–2, 0–0) | Horvátország | Siemens Arena, Vilnius Nézőszám: 984 |

| Jegyzőkönyv | Jegyzőkönyv        | Jegyzőkönyv                                    | Jegyzőkönyv      | Jegyzőkönyv                                                            |
| --- | ------------------ | ---------------------------------------------- | ---------------- | ---------------------------------------------------------------------- |
| | Martijn Oosterwijk | Kapusok                                        | Mate Tomljenović | Játékvezető: Per Gustav Solem Vonalbírók: David Nothegger Jonas Reimer |
| \| \| 0–1 \| 04:47 – T. Mirić (M. Ljubić, A. Letang) \| \| \| 0–2 \| 06:26 – M. Novak (B. Rendulić, M. Tadić) \| \| \| 0–3 \| 26:51 – M. Blagus (B. Rendulić, M. Novak) \| \| \| 0–4 \| 29:26 – I. Brenčun (A. Letang, M. Ljubić) (SH) \| |                    |                                                |                  | Játékvezető: Per Gustav Solem Vonalbírók: David Nothegger Jonas Reimer |
| 6 perc | Büntetések         | 10 perc                                        |                  | Játékvezető: Per Gustav Solem Vonalbírók: David Nothegger Jonas Reimer |
| 24 | Lövések            | 28                                             |                  | Játékvezető: Per Gustav Solem Vonalbírók: David Nothegger Jonas Reimer |
| | 0–1                | 04:47 – T. Mirić (M. Ljubić, A. Letang)        |                  | Játékvezető: Per Gustav Solem Vonalbírók: David Nothegger Jonas Reimer |
| | 0–2                | 06:26 – M. Novak (B. Rendulić, M. Tadić)       |                  | Játékvezető: Per Gustav Solem Vonalbírók: David Nothegger Jonas Reimer |
| | 0–3                | 26:51 – M. Blagus (B. Rendulić, M. Novak)      |                  | Játékvezető: Per Gustav Solem Vonalbírók: David Nothegger Jonas Reimer |
| | 0–4                | 29:26 – I. Brenčun (A. Letang, M. Ljubić) (SH) |                  |                                                                        |

| 2014. április 21. 20:00 (19:00) | Lengyelország | 3–2 (1–0, 1–1, 1–1) | Litvánia | Siemens Arena, Vilnius Nézőszám: 6138 |

| Jegyzőkönyv | Jegyzőkönyv        | Jegyzőkönyv                                              | Jegyzőkönyv    | Jegyzőkönyv                                                      |
| --- | ------------------ | -------------------------------------------------------- | -------------- | ---------------------------------------------------------------- |
| | Przemyslaw Odrobny | Kapusok                                                  | Mantas Armalis | Játékvezető: Gebei Péter Vonalbírók: Raivis Jucers Kovács Balázs |
| \| L. Laszkiewicz (M. Lopuski) – 01:55 \| 1–0 \| \| \| T. Malasinski (P. Dronia, K. Zapała) (PP) – 27:11 \| 2–0 \| \| \| \| 2–1 \| 34:12 – D. Kumeliauskas (D. Zubrus, N. Alisauskas) (PP) \| \| G. Pasiut (A. Chmielewski) – 47:57 \| 3–1 \| \| \| \| 3–2 \| 58:41 – D. Pliskauskas (D. Kumeliauskas, D. Zubrus) (EA) \| |                    |                                                          |                | Játékvezető: Gebei Péter Vonalbírók: Raivis Jucers Kovács Balázs |
| 14 perc | Büntetések         | 6 perc                                                   |                | Játékvezető: Gebei Péter Vonalbírók: Raivis Jucers Kovács Balázs |
| 30 | Lövések            | 35                                                       |                | Játékvezető: Gebei Péter Vonalbírók: Raivis Jucers Kovács Balázs |
| L. Laszkiewicz (M. Lopuski) – 01:55 | 1–0                |                                                          |                | Játékvezető: Gebei Péter Vonalbírók: Raivis Jucers Kovács Balázs |
| T. Malasinski (P. Dronia, K. Zapała) (PP) – 27:11 | 2–0                |                                                          |                | Játékvezető: Gebei Péter Vonalbírók: Raivis Jucers Kovács Balázs |
| | 2–1                | 34:12 – D. Kumeliauskas (D. Zubrus, N. Alisauskas) (PP)  |                | Játékvezető: Gebei Péter Vonalbírók: Raivis Jucers Kovács Balázs |
| G. Pasiut (A. Chmielewski) – 47:57 | 3–1                |                                                          |                |                                                                  |
| | 3–2                | 58:41 – D. Pliskauskas (D. Kumeliauskas, D. Zubrus) (EA) |                |                                                                  |

| 2014. április 23. 13:00 (12:00) | Lengyelország | 5–1 (0–0, 1–0, 4–1) | Hollandia | Siemens Arena, Vilnius Nézőszám: 707 |

| Jegyzőkönyv | Jegyzőkönyv        | Jegyzőkönyv                             | Jegyzőkönyv        | Jegyzőkönyv                                                               |
| --- | ------------------ | --------------------------------------- | ------------------ | ------------------------------------------------------------------------- |
| | Przemysław Odrobny | Kapusok                                 | Martijn Oosterwijk | Játékvezető: Juris Balodis Vonalbírók: Ludvig Lundgren Alexander Otmakhov |
| \| M. Kolusz (K. Zapała, P. Dronia) – 25:52 \| 1–0 \| \| \| A. Chmielewski (B. Pociecha, L. Laszkiewicz) (PP) – 44:18 \| 2–0 \| \| \| M. Strzyżowski (K. Dziubinski) – 44:28 \| 3–0 \| \| \| T. Malasinski (R. Dutka) – 55:59 \| 4–0 \| \| \| \| 4–1 \| 57:38 – J. van Oorschot (M. Brekelmans) \| \| M. Lopuski (L. Laszkiewicz) – 59:50 \| 5–1 \| \| |                    |                                         |                    | Játékvezető: Juris Balodis Vonalbírók: Ludvig Lundgren Alexander Otmakhov |
| 10 perc | Büntetések         | 12 perc                                 |                    | Játékvezető: Juris Balodis Vonalbírók: Ludvig Lundgren Alexander Otmakhov |
| 45 | Lövések            | 20                                      |                    | Játékvezető: Juris Balodis Vonalbírók: Ludvig Lundgren Alexander Otmakhov |
| M. Kolusz (K. Zapała, P. Dronia) – 25:52 | 1–0                |                                         |                    | Játékvezető: Juris Balodis Vonalbírók: Ludvig Lundgren Alexander Otmakhov |
| A. Chmielewski (B. Pociecha, L. Laszkiewicz) (PP) – 44:18 | 2–0                |                                         |                    | Játékvezető: Juris Balodis Vonalbírók: Ludvig Lundgren Alexander Otmakhov |
| M. Strzyżowski (K. Dziubinski) – 44:28 | 3–0                |                                         |                    | Játékvezető: Juris Balodis Vonalbírók: Ludvig Lundgren Alexander Otmakhov |
| T. Malasinski (R. Dutka) – 55:59 | 4–0                |                                         |                    |                                                                           |
| | 4–1                | 57:38 – J. van Oorschot (M. Brekelmans) |                    |                                                                           |
| M. Lopuski (L. Laszkiewicz) – 59:50 | 5–1                |                                         |                    |                                                                           |

| 2014. április 23. 16:30 (15:30) | Horvátország | 4–3 (sz.) (0–1, 1–1, 2–1) (h.u.: 0–0) (sz.: 2–1) | Románia | Siemens Arena, Vilnius Nézőszám: 1011 |

| Jegyzőkönyv | Jegyzőkönyv      | Jegyzőkönyv                                   | Jegyzőkönyv     | Jegyzőkönyv                                                        |
| --- | ---------------- | --------------------------------------------- | --------------- | ------------------------------------------------------------------ |
| | Mate Tomljenović | Kapusok                                       | Adrian Catrinoi | Játékvezető: Gebei Péter Vonalbírók: Dmitri Golyak David Nothegger |
| \| \| 0–1 \| 07:32 – L. Zsók (A. Imecs, Y. Pysarenko) (PP) \| \| \| 0–2 \| 24:37 – E. Mihály (C. Fodor) \| \| B. Rendulić (I. Jacmenjak) – 30:24 \| 1–2 \| \| \| \| 1–3 \| 46:20 – H. Bors (Z. Mastaleriu, M. Bíró) (PP) \| \| K. MacAulay (M. Novak, D. Kostović) – 53:27 \| 2–3 \| \| \| T. Mirić (L. Vukoja, A. Letang – 57:22 \| 3–3 \| \| |                  |                                               |                 | Játékvezető: Gebei Péter Vonalbírók: Dmitri Golyak David Nothegger |
| B. Rendulić M. Novak I. Jacmenjak | Szétlövés        | I. Timaru C. Fodor C. Nagy                    |                 | Játékvezető: Gebei Péter Vonalbírók: Dmitri Golyak David Nothegger |
| 12 perc | Büntetések       | 14 perc                                       |                 | Játékvezető: Gebei Péter Vonalbírók: Dmitri Golyak David Nothegger |
| 39 | Lövések          | 22                                            |                 | Játékvezető: Gebei Péter Vonalbírók: Dmitri Golyak David Nothegger |
| | 0–1              | 07:32 – L. Zsók (A. Imecs, Y. Pysarenko) (PP) |                 | Játékvezető: Gebei Péter Vonalbírók: Dmitri Golyak David Nothegger |
| | 0–2              | 24:37 – E. Mihály (C. Fodor)                  |                 | Játékvezető: Gebei Péter Vonalbírók: Dmitri Golyak David Nothegger |
| B. Rendulić (I. Jacmenjak) – 30:24 | 1–2              |                                               |                 |                                                                    |
| | 1–3              | 46:20 – H. Bors (Z. Mastaleriu, M. Bíró) (PP) |                 |                                                                    |
| K. MacAulay (M. Novak, D. Kostović) – 53:27 | 2–3              |                                               |                 |                                                                    |
| T. Mirić (L. Vukoja, A. Letang – 57:22 | 3–3              |                                               |                 |                                                                    |

| 2014. április 23. 20:00 (19:00) | Nagy-Britannia | 1–2 (0–1, 1–1, 0–0) | Litvánia | Siemens Arena, Vilnius Nézőszám: 6312 |

| Jegyzőkönyv | Jegyzőkönyv | Jegyzőkönyv                                        | Jegyzőkönyv    | Jegyzőkönyv                                                          |
| --- | ----------- | -------------------------------------------------- | -------------- | -------------------------------------------------------------------- |
| | Ben Bowns   | Kapusok                                            | Mantas Armalis | Játékvezető: Per Gustav Solem Vonalbírók: Kovács Balázs Jonas Reimer |
| \| \| 0–1 \| 03:59 – A. Bosas (Dainius Zubrus, M. Kieras) \| \| R. Dowd (B. Davies, D. Phillips) – 24:41 \| 1–1 \| \| \| \| 1–2 \| 31:06 – D. Zubrus (D. Kumeliauskas, A. Bosas) (PP) \| |             |                                                    |                | Játékvezető: Per Gustav Solem Vonalbírók: Kovács Balázs Jonas Reimer |
| 8 perc | Büntetések  | 6 perc                                             |                | Játékvezető: Per Gustav Solem Vonalbírók: Kovács Balázs Jonas Reimer |
| 23 | Lövések     | 15                                                 |                | Játékvezető: Per Gustav Solem Vonalbírók: Kovács Balázs Jonas Reimer |
| | 0–1         | 03:59 – A. Bosas (Dainius Zubrus, M. Kieras)       |                | Játékvezető: Per Gustav Solem Vonalbírók: Kovács Balázs Jonas Reimer |
| R. Dowd (B. Davies, D. Phillips) – 24:41 | 1–1         |                                                    |                | Játékvezető: Per Gustav Solem Vonalbírók: Kovács Balázs Jonas Reimer |
| | 1–2         | 31:06 – D. Zubrus (D. Kumeliauskas, A. Bosas) (PP) |                | Játékvezető: Per Gustav Solem Vonalbírók: Kovács Balázs Jonas Reimer |

| 2014. április 24. 13:00 (12:00) | Lengyelország | 4–1 (1–0, 1–1, 2–0) | Horvátország | Siemens Arena, Vilnius Nézőszám: 808 |

| Jegyzőkönyv | Jegyzőkönyv        | Jegyzőkönyv                             | Jegyzőkönyv      | Jegyzőkönyv                                                                 |
| --- | ------------------ | --------------------------------------- | ---------------- | --------------------------------------------------------------------------- |
| | Przemyslaw Odrobny | Kapusok                                 | Mate Tomljenović | Játékvezető: Pascal St-Jacques Vonalbírók: Raivis Jucers Alexander Otmakhov |
| \| S. Kowalowka (G. Pasiut, A. Chmielewski) – 09:46 \| 1–0 \| \| \| M. Kolusz (K. Zapała, P. Dronia) (PP) – 25:25 \| 2–0 \| \| \| \| 2–1 \| 32:31 – D. Kanaet (A. Letang, G. Waugh) \| \| S. Kowalowka (A. Chmielewski, B. Pociecha) – 55:21 \| 3–1 \| \| \| L. Laszkiewicz (G. Pasiut) (ENG) – 59:49 \| 4–1 \| \| |                    |                                         |                  | Játékvezető: Pascal St-Jacques Vonalbírók: Raivis Jucers Alexander Otmakhov |
| 6 perc | Büntetések         | 6 perc                                  |                  | Játékvezető: Pascal St-Jacques Vonalbírók: Raivis Jucers Alexander Otmakhov |
| 38 | Lövések            | 17                                      |                  | Játékvezető: Pascal St-Jacques Vonalbírók: Raivis Jucers Alexander Otmakhov |
| S. Kowalowka (G. Pasiut, A. Chmielewski) – 09:46 | 1–0                |                                         |                  | Játékvezető: Pascal St-Jacques Vonalbírók: Raivis Jucers Alexander Otmakhov |
| M. Kolusz (K. Zapała, P. Dronia) (PP) – 25:25 | 2–0                |                                         |                  | Játékvezető: Pascal St-Jacques Vonalbírók: Raivis Jucers Alexander Otmakhov |
| | 2–1                | 32:31 – D. Kanaet (A. Letang, G. Waugh) |                  | Játékvezető: Pascal St-Jacques Vonalbírók: Raivis Jucers Alexander Otmakhov |
| S. Kowalowka (A. Chmielewski, B. Pociecha) – 55:21 | 3–1                |                                         |                  |                                                                             |
| L. Laszkiewicz (G. Pasiut) (ENG) – 59:49 | 4–1                |                                         |                  |                                                                             |

| 2014. április 24. 16:30 (15:30) | Hollandia | 3–4 (1–2, 0–1, 2–1) | Nagy-Britannia | Siemens Arena, Vilnius Nézőszám: 997 |

| Jegyzőkönyv | Jegyzőkönyv        | Jegyzőkönyv                                  | Jegyzőkönyv | Jegyzőkönyv                                                          |
| --- | ------------------ | -------------------------------------------- | ----------- | -------------------------------------------------------------------- |
| | Martijn Oostersijk | Kapusok                                      | Ben Bowns   | Játékvezető: Gebei Péter Vonalbírók: Ludvig Lundgren David Nothegger |
| \| \| 0–1 \| 00:33 – C. Shields (D. Phillips, D. Meyers) \| \| \| 0–2 \| 00:51 – D. Clarke (M. Garside, A. Tait) \| \| N. Nagtzaam (J. van Oorschot) – 10:11 \| 1–2 \| \| \| \| 1–3 \| 34:48 – D. Meyers (B. Davies) \| \| N. Nagtzaam (L. Houkes, R. Wurm) – 40:34 \| 2–3 \| \| \| \| 2–4 \| 42:35 – M. Myers (D. Clarke, J. Weaver) (PP) \| \| K. Bruijsten (J. van Oorschot, N. de Jong) (PP) – 45:58 \| 3–4 \| \| |                    |                                              |             | Játékvezető: Gebei Péter Vonalbírók: Ludvig Lundgren David Nothegger |
| 20 perc | Büntetések         | 42 perc                                      |             | Játékvezető: Gebei Péter Vonalbírók: Ludvig Lundgren David Nothegger |
| 32 | Lövések            | 21                                           |             | Játékvezető: Gebei Péter Vonalbírók: Ludvig Lundgren David Nothegger |
| | 0–1                | 00:33 – C. Shields (D. Phillips, D. Meyers)  |             | Játékvezető: Gebei Péter Vonalbírók: Ludvig Lundgren David Nothegger |
| | 0–2                | 00:51 – D. Clarke (M. Garside, A. Tait)      |             | Játékvezető: Gebei Péter Vonalbírók: Ludvig Lundgren David Nothegger |
| N. Nagtzaam (J. van Oorschot) – 10:11 | 1–2                |                                              |             | Játékvezető: Gebei Péter Vonalbírók: Ludvig Lundgren David Nothegger |
| | 1–3                | 34:48 – D. Meyers (B. Davies)                |             |                                                                      |
| N. Nagtzaam (L. Houkes, R. Wurm) – 40:34 | 2–3                |                                              |             |                                                                      |
| | 2–4                | 42:35 – M. Myers (D. Clarke, J. Weaver) (PP) |             |                                                                      |
| K. Bruijsten (J. van Oorschot, N. de Jong) (PP) – 45:58 | 3–4                |                                              |             |                                                                      |

| 2014. április 24. 20:00 (19:00) | Románia | 2–5 (0–1, 0–1, 2–3) | Litvánia | Siemens Arena, Vilnius Nézőszám: 5687 |

| Jegyzőkönyv | Jegyzőkönyv    | Jegyzőkönyv                                         | Jegyzőkönyv    | Jegyzőkönyv                                                       |
| --- | -------------- | --------------------------------------------------- | -------------- | ----------------------------------------------------------------- |
| | Gellert Ruczuj | Kapusok                                             | Mantas Armalis | Játékvezető: Juris Balodis Vonalbírók: Dmitri Golyak Jonas Reimer |
| \| \| 0–1 \| 06:40 – D. Kumeliauskas (D. Zubrus, M. Kieras) \| \| \| 0–2 \| 29:39 – A. Katulis (D. Zubrus, D. Kumeliauskas) \| \| L. Zsók (Y. Pysarenko, A. Imecs) (PP) – 42:43 \| 1–2 \| \| \| \| 1–3 \| 44:53 – D. Kumeliauskas \| \| \| 1–4 \| 50:37 – A. Bosas (PP) \| \| C. Fodor (Y. Pysarenko, E. Mihály) (PP, EA) – 58:04 \| 2–4 \| \| \| \| 2–5 \| 59:32 – A. Bosas (D. Kumeliauskas, D. Zubrus) (ENG) \| |                |                                                     |                | Játékvezető: Juris Balodis Vonalbírók: Dmitri Golyak Jonas Reimer |
| 33 perc | Büntetések     | 20 perc                                             |                | Játékvezető: Juris Balodis Vonalbírók: Dmitri Golyak Jonas Reimer |
| 22 | Lövések        | 17                                                  |                | Játékvezető: Juris Balodis Vonalbírók: Dmitri Golyak Jonas Reimer |
| | 0–1            | 06:40 – D. Kumeliauskas (D. Zubrus, M. Kieras)      |                | Játékvezető: Juris Balodis Vonalbírók: Dmitri Golyak Jonas Reimer |
| | 0–2            | 29:39 – A. Katulis (D. Zubrus, D. Kumeliauskas)     |                | Játékvezető: Juris Balodis Vonalbírók: Dmitri Golyak Jonas Reimer |
| L. Zsók (Y. Pysarenko, A. Imecs) (PP) – 42:43 | 1–2            |                                                     |                | Játékvezető: Juris Balodis Vonalbírók: Dmitri Golyak Jonas Reimer |
| | 1–3            | 44:53 – D. Kumeliauskas                             |                |                                                                   |
| | 1–4            | 50:37 – A. Bosas (PP)                               |                |                                                                   |
| C. Fodor (Y. Pysarenko, E. Mihály) (PP, EA) – 58:04 | 2–4            |                                                     |                |                                                                   |
| | 2–5            | 59:32 – A. Bosas (D. Kumeliauskas, D. Zubrus) (ENG) |                |                                                                   |

| 2014. április 26. 13:00 (12:00) | Hollandia | 9–1 (3–0, 2–0, 4–1) | Románia | Siemens Arena, Vilnius Nézőszám: 1009 |

| Jegyzőkönyv | Jegyzőkönyv        | Jegyzőkönyv                                      | Jegyzőkönyv                    | Jegyzőkönyv                                                           |
| --- | ------------------ | ------------------------------------------------ | ------------------------------ | --------------------------------------------------------------------- |
| | Martijn Oosterwijk | Kapusok                                          | Adrian Catrinoi Gellért Ruczuj | Játékvezető: Per Gustav Solem Vonalbírók: Raivis Jucers Kovács Balázs |
| \| S. Mason (D. Hagemeijer, I. van den Heuvel) – 06:52 \| 1–0 \| \| \| I. van den Heuvel (D. Hagemeijer) – 15:53 \| 2–0 \| \| \| M. Postma (D. van de Velden, J. Oosterveld) – 18:35 \| 3–0 \| \| \| M. Bruijsten (K. Bruijsten, E. Tummers) – 25:13 \| 4–0 \| \| \| D. Hagemeijer (E. Tummers) (PP) – 31:17 \| 5–0 \| \| \| M. Brekelmans (J. Oosterveld, M. Postma) – 47:00 \| 6–0 \| \| \| N. Nagtzaam – 47:48 \| 7–0 \| \| \| T. Demelinne (K. Bruijsten) (SH) – 52:11 \| 8–0 \| \| \| \| 8–1 \| 53:02 – M. Georgescu (H. Bors, E. Moldovan) (PP) \| \| I. van den Heuvel (D. Hagemeijer) – 59:55 \| 9–1 \| \| |                    |                                                  |                                | Játékvezető: Per Gustav Solem Vonalbírók: Raivis Jucers Kovács Balázs |
| 6 perc | Büntetések         | 4 perc                                           |                                | Játékvezető: Per Gustav Solem Vonalbírók: Raivis Jucers Kovács Balázs |
| 33 | Lövések            | 17                                               |                                | Játékvezető: Per Gustav Solem Vonalbírók: Raivis Jucers Kovács Balázs |
| S. Mason (D. Hagemeijer, I. van den Heuvel) – 06:52 | 1–0                |                                                  |                                | Játékvezető: Per Gustav Solem Vonalbírók: Raivis Jucers Kovács Balázs |
| I. van den Heuvel (D. Hagemeijer) – 15:53 | 2–0                |                                                  |                                | Játékvezető: Per Gustav Solem Vonalbírók: Raivis Jucers Kovács Balázs |
| M. Postma (D. van de Velden, J. Oosterveld) – 18:35 | 3–0                |                                                  |                                | Játékvezető: Per Gustav Solem Vonalbírók: Raivis Jucers Kovács Balázs |
| M. Bruijsten (K. Bruijsten, E. Tummers) – 25:13 | 4–0                |                                                  |                                |                                                                       |
| D. Hagemeijer (E. Tummers) (PP) – 31:17 | 5–0                |                                                  |                                |                                                                       |
| M. Brekelmans (J. Oosterveld, M. Postma) – 47:00 | 6–0                |                                                  |                                |                                                                       |
| N. Nagtzaam – 47:48 | 7–0                |                                                  |                                |                                                                       |
| T. Demelinne (K. Bruijsten) (SH) – 52:11 | 8–0                |                                                  |                                |                                                                       |
| | 8–1                | 53:02 – M. Georgescu (H. Bors, E. Moldovan) (PP) |                                |                                                                       |
| I. van den Heuvel (D. Hagemeijer) – 59:55 | 9–1                |                                                  |                                |                                                                       |

| 2014. április 26. 16:30 (15:30) | Nagy-Britannia | 4–2 (0–0, 2–1, 2–1) | Lengyelország | Siemens Arena, Vilnius Nézőszám: 3206 |

| Jegyzőkönyv | Jegyzőkönyv | Jegyzőkönyv                        | Jegyzőkönyv    | Jegyzőkönyv                                                               |
| --- | ----------- | ---------------------------------- | -------------- | ------------------------------------------------------------------------- |
| | Ben Bowns   | Kapusok                            | Kamil Kosowski | Játékvezető: Juris Balodis Vonalbírók: Ludvig Lundgren Alexander Otmakhov |
| \| C. Shields (R. Lachowicz, J. Weaver) – 22:54 \| 1–0 \| \| \| C. Shields (R. Lachowicz, B. Davies) – 28:29 \| 2–0 \| \| \| \| 2–1 \| 35:28 – P. Dronia (K. Zapała) (PP) \| \| \| 2–2 \| 45:31 – K. Dziubinski \| \| R. Dowd (C. Shields, J. Weaver) (PP2) – 52:34 \| 3–2 \| \| \| C. Shields (M. Garside) (ENG) – 58:31 \| 4–2 \| \| |             |                                    |                | Játékvezető: Juris Balodis Vonalbírók: Ludvig Lundgren Alexander Otmakhov |
| 10 perc | Büntetések  | 14 perc                            |                | Játékvezető: Juris Balodis Vonalbírók: Ludvig Lundgren Alexander Otmakhov |
| 34 | Lövések     | 24                                 |                | Játékvezető: Juris Balodis Vonalbírók: Ludvig Lundgren Alexander Otmakhov |
| C. Shields (R. Lachowicz, J. Weaver) – 22:54 | 1–0         |                                    |                | Játékvezető: Juris Balodis Vonalbírók: Ludvig Lundgren Alexander Otmakhov |
| C. Shields (R. Lachowicz, B. Davies) – 28:29 | 2–0         |                                    |                | Játékvezető: Juris Balodis Vonalbírók: Ludvig Lundgren Alexander Otmakhov |
| | 2–1         | 35:28 – P. Dronia (K. Zapała) (PP) |                | Játékvezető: Juris Balodis Vonalbírók: Ludvig Lundgren Alexander Otmakhov |
| | 2–2         | 45:31 – K. Dziubinski              |                |                                                                           |
| R. Dowd (C. Shields, J. Weaver) (PP2) – 52:34 | 3–2         |                                    |                |                                                                           |
| C. Shields (M. Garside) (ENG) – 58:31 | 4–2         |                                    |                |                                                                           |

| 2014. április 26. 20:00 (19:00) | Litvánia | 2–3 (0–0, 1–2, 1–1) | Horvátország | Siemens Arena, Vilnius Nézőszám: 7500 |

| Jegyzőkönyv | Jegyzőkönyv    | Jegyzőkönyv                                    | Jegyzőkönyv      | Jegyzőkönyv                                                        |
| --- | -------------- | ---------------------------------------------- | ---------------- | ------------------------------------------------------------------ |
| | Mantas Armalis | Kapusok                                        | Mate Tomljenović | Játékvezető: Gebei Péter Vonalbírók: Dmitri Golyak David Nothegger |
| \| \| 0–1 \| 30:27 – G. Waugh (M. Blagus, D. Kostović) (PP) \| \| \| 0–2 \| 32:10 – T. Mirić (M. Novak) (PP) \| \| E. Rybakov (S. Kuliešius) – 33:23 \| 1–2 \| \| \| D. Pliskauskas (A. Kaminskas) – 43:38 \| 2–2 \| \| \| \| 2–3 \| 53:41 – B. Rendulić (D. Kostović, K. MacAulay) \| |                |                                                |                  | Játékvezető: Gebei Péter Vonalbírók: Dmitri Golyak David Nothegger |
| 16 perc | Büntetések     | 16 perc                                        |                  | Játékvezető: Gebei Péter Vonalbírók: Dmitri Golyak David Nothegger |
| 30 | Lövések        | 17                                             |                  | Játékvezető: Gebei Péter Vonalbírók: Dmitri Golyak David Nothegger |
| | 0–1            | 30:27 – G. Waugh (M. Blagus, D. Kostović) (PP) |                  | Játékvezető: Gebei Péter Vonalbírók: Dmitri Golyak David Nothegger |
| | 0–2            | 32:10 – T. Mirić (M. Novak) (PP)               |                  | Játékvezető: Gebei Péter Vonalbírók: Dmitri Golyak David Nothegger |
| E. Rybakov (S. Kuliešius) – 33:23 | 1–2            |                                                |                  | Játékvezető: Gebei Péter Vonalbírók: Dmitri Golyak David Nothegger |
| D. Pliskauskas (A. Kaminskas) – 43:38 | 2–2            |                                                |                  |                                                                    |
| | 2–3            | 53:41 – B. Rendulić (D. Kostović, K. MacAulay) |                  |                                                                    |